# Bataille de l'Aisne (1914)
Pour les articles homonymes, voir Bataille de l'Aisne.
Première Guerre mondiale
Batailles
Front d'Europe de l’Ouest
- Liège (8-1914)
- Namur (8-1914)
- Frontières (8-1914)
- Anvers (9-1914)
- Grande Retraite (9-1914)
- Marne (9-1914)
- Course à la mer (9-1914)
- Yser (10-1914)
- Messines (10-1914)
- Ypres (10-1914)
- Givenchy (12-1914)
- 1re Champagne (12-1914)
- Hartmannswillerkopf (1-1915)
- Neuve-Chapelle (3-1915)
- 2e Ypres (4-1915)
- Colline 60 (4-1915)
- Artois (5-1915)
- Festubert (5-1915)
- Quennevières (6-1915)
- Linge (7-1915)
- 2e Artois (9-1915)
- 2e Champagne (9-1915)
- Loos (9-1915)
- Verdun (2-1916)
- Redoute Hohenzollern (3-1916)
- Hulluch (4-1916)
- 1re Somme (7-1916)
- Fromelles (7-1916)
- Arras (4-1917)
- Vimy (4-1917)
- Chemin des Dames (4-1917)
- 3e Champagne (4-1917)
- 2e Messines (6-1917)
- Passchendaele (7-1917)
- Cote 70 (8-1917)
- 2e Verdun (8-1917)
- Malmaison (10-1917)
- Cambrai (11-1917)
- Bombardements de Paris (1-1918)
- Offensive du Printemps (3-1918)
- Lys (4-1918)
- Aisne (5-1918)
- Bois Belleau (6-1918)
- 2e Marne (7-1918)
- 4e Champagne (7-1918)
- Château-Thierry (7-1918)
- Le Hamel (7-1918)
- Amiens (8-1918)
- Cent-Jours (8-1918)
- 2e Somme (9-1918)
- Bataille de la ligne Hindenburg
- Meuse-Argonne (10-1918)
- Cambrai (10-1918)

Front italien
Front d'Europe de l’Est
Front des Balkans
Front du Moyen-Orient
Front africain
Bataille de l'Atlantique
La bataille de l'Aisne désigne les combats de septembre 1914 entre d'une part l'armée allemande, qui s'est arrêtée sur les rives de l'Aisne après sa retraite qui clôt la première bataille de la Marne, et d'autre part les armées française et britannique qui tentent de la repousser.

## La bataille
Le 9 septembre, après la bataille de l'Ourcq. Von Kluck et la 6e armée regagne le nord en appuyant sa droite sur l’Ourcq. 
Après le recul puis la stabilisation du front lors de la première bataille de la Marne, les Alliés mènent une contre-attaque. Le principal effort est fourni par les Britanniques du Corps expéditionnaire britannique vers le Chemin des Dames, entre Soissons et Craonne dans la direction de Laon. 
Le 6 septembre au matin, assistés sur leur gauche par la 6e armée française commandée par Maunoury et sur leur droite par la 5e armée française commandée par Franchet d'Espèrey, ils font face aux première, deuxième et troisième armées allemandes.
Les autres armées, la 9e de Foch, la 4e de De Langle de Cary et la 3e de Sarrail accompagnent le recul des 4e et 5e armées allemandes.
Le 12 septembre, la gauche de l’armée tente de franchir l’Oise à Verberie, la droite borde l’Aisne, assurant la liaison avec les Britanniques. À 19 h, le front s'étend sur le plateau occidental entre Aisne et l'Oise, vers Tracy-le-Mont, Moulin-sous-Touvent, Vingré et Nouvion. Les Britanniques arrivent vers la rive gauche de l’Aisne entre Soissons et Bucy-le-Long. Le 1er Corps d'Armée vise Bourg-et-Comin, le 2e corps d'armée de Horace Smith-Dorrien, arrive à Vailly et le 3e corps d'armée commandée par William Pulteney Pulteney, à Bucy-le-Long. La 5e armée de Louis Franchet d'Espèrey vient attaquer le 2e corps d'armée vers Montmirail.

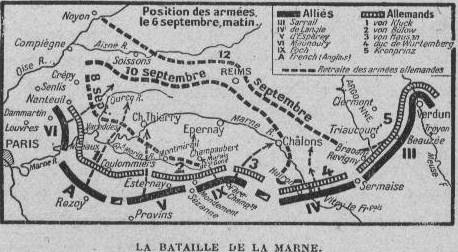
Recul allemand du 5 au 8 septembre 1914.

Le 11 septembre, la Ire armée allemande bat en retraite dans la direction nord-est, entre l’Oise et la ligne Braine et Laon. La IIe armée opère sa retraite à l’est de la Ire armée sans parvenir à recréer la liaison. Le 12, la Ire armée s’arrête entre l’Oise à la ligne de chemin de fer entre Soissons et Laon : La IIe armée occupe les plateaux entre Soissons et Corbeny et la IIIe armée Max von Hausen s'arrête entre la IIe armée dans la région de Reims et la Suippe.
Le 12 septembre, les divisions de Lamaze doivent tenter de franchir l’Aisne, la 56e à Pommiers, la 55e à Pasly et la 45e à Cuffies. Le 2e corps d'armée britannique arrive vers Condé, tenu par les Allemands. Le 1er corps d'armée britannique arrive à Missy. Le 3e corps d'armée britannique arrive à Venizel.
Le 14 septembre 1914, le 1er bataillon Bourdieu quitte le camp de Sissonne en autocar pour Saint-Erme. La 1re compagnie Michaud se dirige vers Saint-Erme. Sous le feu de l'artillerie, des soldats réussissent à se replier, tandis que l'on comptabilise dans les combats de Saint-Erme des 14 et  15 septembre, 11 blessés et 84 "disparus".  
Le 15 septembre, Franchet d’Esperey tente un grand effort sur tout le front. Le 1er Corps d'armée enlève le château de Brimont. Les Allemands attaquent vers La Ville-aux-Bois. Au centre, une autre attaque allemande se produit au nord de Craonne. À gauche, les Français attaquent la vallée de l’Ailette. Le Corps d'Armée de Haig attaque le plateau de Chivy, au nord d'Arcy.

## Conséquence et bilan
Le 13 septembre, après l'échec franco-britannique et la stabilisation du front, les Allemands se retranchent sur les hauteurs de l'Aisne : ainsi débute la guerre de tranchées. L'offensive se déplace vers l'ouest, entraînant une série d'actions tournantes, puis le nord, qui conduisent les forces rivales sur les rives de la mer du Nord à partir d'octobre : c'est la « course à la mer ».

## Décoration
L'AISNE 1914 est inscrit sur le drapeau des régiments cités lors de cette bataille.